# عنايتي السفلى (أبشار)
عنايتي السفلى (بالفارسية: عنایتی پایین) هي منطقة سكنية تقع في إيران في أبشار. يقدر عدد سكانها بـ 875 نسمة بحسب إحصاء 2016.